# Gulab Jamun

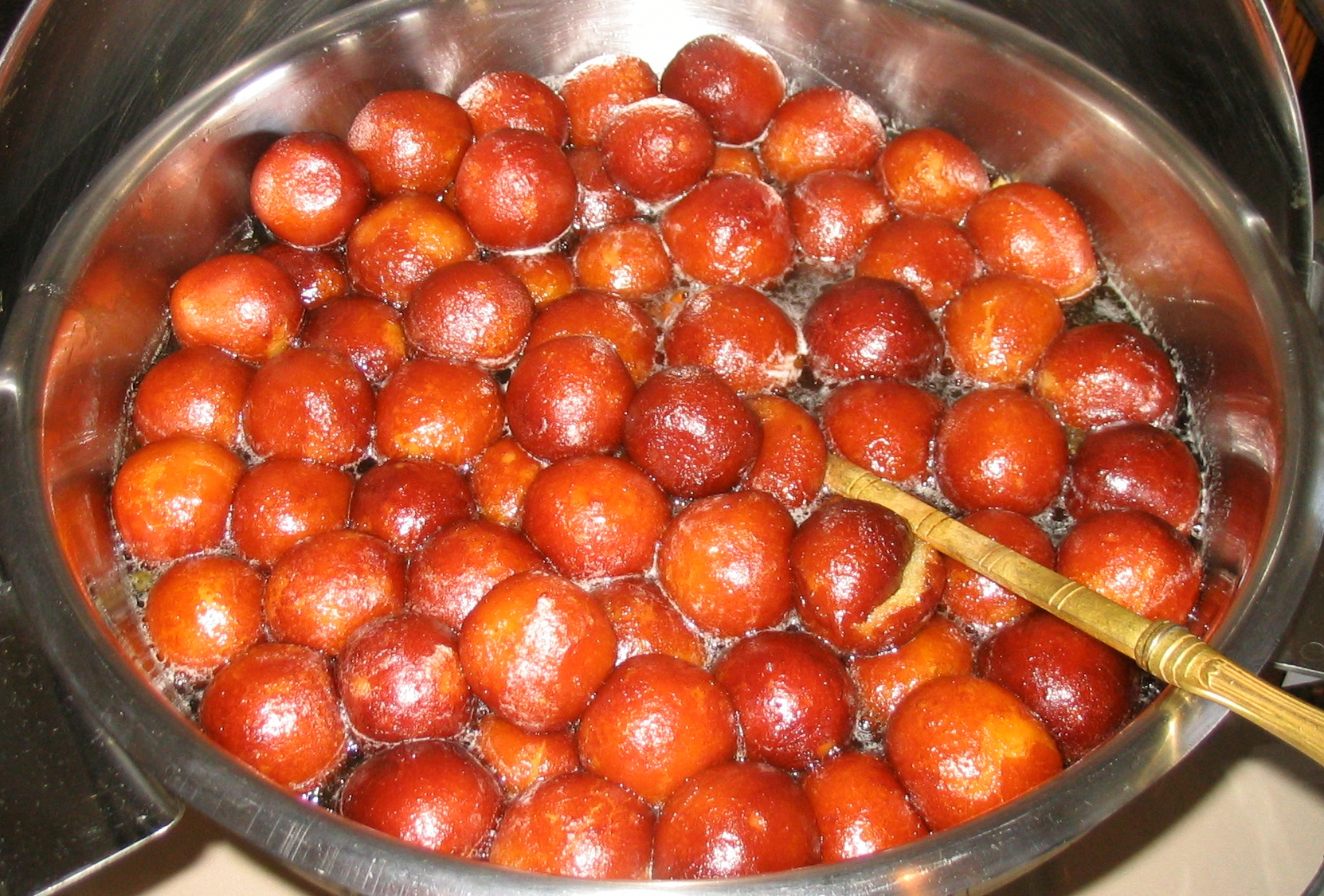
Gulab Jamun

Gulab Jamun (Hindi: गुलाब जामुन, Urdu: گلاب جامن) ist eine klassische Süßspeise aus der indischen und pakistanischen Küche. Es handelt sich dabei um frittierte Teigbällchen in aromatisiertem Zuckersirup. Hauptbestandteil des Teiges ist Khoa oder Khoya (eingekochte cremige Milch). Ersatzweise wird oft Milchpulver oder Hüttenkäse verwendet. 
In indischen und pakistanischen Lebensmittelgeschäften sind die Teigbällchen manchmal als Fertigprodukt erhältlich. Ähnlich, aber teilweise aus anderen Zutaten hergestellt, sind Rasgulla (statt Khoa wird Panir verwendet) und Ras Malai.

## Etymologie
Das Wort gulāb stammt ursprünglich aus dem Persischen und bedeutet übersetzt „Rosenwasser“, was sich auf den mit Rosenwasser aromatisierten Sirup bezieht, in dem die Süßspeise eingelegt wird. Dem gegenüber ist jāmun eine Referenz auf die Laubbaumart Syzygium jambolana (Rosenapfel) und die farbliche sowie förmliche Ähnlichkeit seiner Früchte mit den frittierten Teigbällchen.